# Cá đĩa
Cá dĩa (danh pháp khoa học: Symphysodon, tên tiếng Anh thông dụng là discus, thuộc họ Cá rô phi Cichlidae (Rô phi vốn là họ cá có rất nhiều loài đẹp). Người Hoa gọi cá đĩa là "Ngũ Sắc Thần Tiên" và tôn nó là "Nhất Đại Mỹ Ngư" tức là cá đẹp nhất trong các loài cá nuôi để làm cảnh.

## Đặc điểm

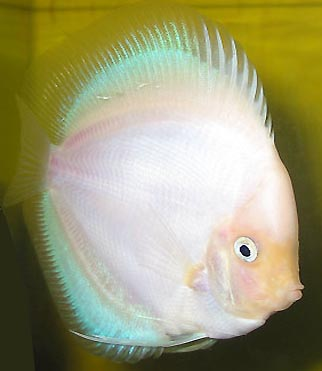
Một con cá đĩa bạch tạng ở Việt Nam thuộc loài Symphysodon tarzoo

Quê hương của cá dĩa là những nhánh sông nhỏ thuộc sông Amazon (Nam Mỹ). Cá trưởng thành có kích thước từ 15 cm đến 20 cm, thân hình có dạng tròn như chiếc đĩa, rất dẹp, miệng nhỏ, mang nhỏ và sống hiền hòa theo bầy đàn trong tự nhiên. Cá dĩa có thân hình trơn láng. Cá dĩa được chia ra 2 chủng loại chính đó là cá dĩa hoang và cá dĩa thuần chủng.
Cá dĩa hoang có 4 dòng chính đó là: Heckle, cá dĩa nâu (brown discus), cá dĩa xanh dương (blue discus) và cá đĩa xanh lá (green discus). Phần còn lại thuộc họ nhà cá dĩa điều do những nghệ nhân chơi cá lai tạo thành. Giống thông thường của dòng cá lai tại dược gọi là cá dĩa bông xanh (turquoise)và hiện nay giống mới nhất là cá bạch tạng (snow white hoặc albino white). Ngày nay các dòng cá dĩa được nuôi rất đa dạng như cá dĩa bông xanh, cá dĩa lam, cá dĩa da rắn, cá dĩa bồ câu, cá dĩa đỏ, cá dĩa trắng, cá dĩa albino (trước đây được người soạn ghi là "Amino", tuy nhiên, từ này không có nghĩa trong ngữ cảnh này, và dùng sai hoàn toàn do bị đọc sai, biến tướng từ các dân buôn; "albino" nghĩa là bạch tạng, một dạng đột biến giảm melanin, khiến da có màu sáng hơn, mắt hồng, đỏ, đỏ sẫm,...).
Thức ăn của cá dĩa trong môi trường nuôi nhân tạo thường là trùn đỏ, trùn chỉ, bo bo, lăng quăng hay tim gan bò băm nhuyễn. Cá dĩa không kén ăn, nhưng tương đối khó nuôi vì cá chỉ sống mạnh khỏe ở một môi trường nước thật sạch. Người ta dựa vào những tiêu chuẩn này để làm bể nuôi cá dĩa cho thật phù hợp để cá sống mạnh khỏe.
Điều kiện môi trường sống của cá Dĩa:
- Nhiệt độ: nhiệt độ thích hợp 28 – 30oC
- Độ pH: Cá con và cá hậu bị: 6,5 – 7,0;  Cá sinh sản: 6,2 –  6,5.
- Độ cứng của nước (odH): cá con: 6 -8odH; cá sinh sản: 4 – 6odH (1odH = 17,9 mg CaCO3/l)

## Sinh sản
Giống cá này cho sinh sản trong điều kiện nhân tạo rất khó thành công. Cá sinh sản đã khó do giữ trứng rất kỹ, lại hay ăn trứng nếu như cảm thấy xung quanh nó nguy hiểm hay nhiều người qua lại, cá bột yếu ớt và hao hụt rất nhiều. Mỗi chu kỳ sinh sản mặc dù cá đĩa có thể đẻ khoảng 200 đến 400 trứng, nhưng khi đàn cá bột lớn cỡ 2 cm thì chỉ còn lại 30 đến 40 con là điều bình thường nếu không muốn nói là đã đạt tiêu chuẩn cho một lứa đẻ của cá dĩa.

### Cho cá bắt cặp

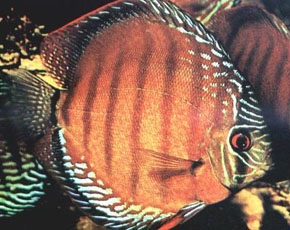
Cá đĩa nâu

Cá dĩa thành thục có hiện tượng tự bắt cặp với nhau. Cá có màu sắc rất sặc sỡ, bắt cặp cùng nhau tách riêng ra khỏi đàn và rất hung dữ thường cắn các con cá khác lại gần chúng. Cặp cá sẽ tự tách ra một góc bể, dùng miệng làm sạch nơi sẽ sinh đẻ. Tiếp đó chúng bơi sóng đôi, quấn quýt bên nhau. Trước khi đẻ một vài ngày, cá có hiện tượng rùng mình, rung toàn thân, xếp vây lại, đôi lúc đứng yên tại chỗ, ít bắt mồi. Lúc này gai sinh dục dài ra hơn, có thể phân biệt cá đực, cá cái. Người ta tách cặp cá bố mẹ ra riêng chuyển vào bể đẻ đã chuẩn bị nước. Nếu cặp cá thành thục tốt thì khoảng 2 – 3 ngày cá sẽ đẻ trứng.
Giai đoạn bắt cặp xảy ra trong vòng 7-10 ngày. Khi sinh, cá chúc đầu xuống 45 độ. Thông thường cá đẻ trứng dọc theo giá thể, theo chiều từ dưới lên. Cá đực cũng theo lộ trình đó tiết tinh trùng để thụ tinh cho trứng. Những cặp cá đẻ tốt, đẻ trứng tập trung thành cụm khoảng 2 x 4 cm, số lượng trứng khoảng 50 – 300 trứng.

### Phân biệt giới tính
Cá đực có hình dáng to, đầu hơi gù, vây bụng xệ, dưới bụng vùng giáp vây lõm vào trông rất rõ, hoạt động hung hăng hơn cá cái.
Cá cái thường nhỏ hơn cá đực, gai sinh dục lồi ra ngắn (#3mm), chia 2 thùy nhọn và hơi cong về phía sau.

### Quá trình sinh sản
Trứng được tưới tinh có màu trong suốt, trứng không thụ tinh có màu trắng đục, tấy gòn. Sau 36-48 giờ, trứng thụ tinh chuyển sang màu đen. Số không được thụ tinh sẽ chuyển sang màu trắng trong 24h. Ở 30 độ C trứng nở trong vòng 60-72 giờ. Trong lúc này cá bố và cá mẹ thay phiên nhau quạt nước cho trứng để có đủ độ thoáng khí. Tỉ lệ trứng nở từ 60% đến 80% với nhiệt độ 28độ C, và 20-50% với nhiệt độ trên 30 độ C. Nếu cá đẻ lứa đầu tiên thì 90% số trứng đó sẽ không nở và bị cá cha mẹ ăn hết vì cá đực hoặc cái chưa thuần thục kỹ năng sinh sản, nên chờ lứa tiếp theo.

### Chăm sóc cá bột
Khi cá mới nở sẽ sống nhờ túi noãn và bám trên giá đẻ, tự tiêu dùng năng lượng của túi noãn để sống sót, nếu cá bột rơi xuống, cá cha hoặc mẹ sẽ dùng miệng ngậm lấy và đặt lại chỗ cũ.

Sau 60 giờ, cá bột có thể bơi lội thành đàn quanh cá bố mẹ, sống nhờ ăn chất nhờn tiết ra từ mình cá bố mẹ trong vòng 12-15 ngày. Sau đó, cá bột bắt đầu ăn được các sinh vật nhỏ trong nước. Khoảng 18 ngày, cá bột có thể tạm gọi là cá con và ăn được thức ăn nhân tạo. Sau 21 ngày chúng có thể tự đi tìm thức ăn.

## Phân loại
Cá dĩa có rất nhiều loài, nhưng những loài cá dĩa có trong thiên nhiên sau đây thường gặp và phổ biến nhất là:
- Symphysodon aequifasciatus - cá dĩa thông thường, có các giống:
  - Symphysodon aequifasciatus haraldi, Schultz 1960 - cá dĩa xanh lam
  - Symphysodon aequifasciatus axelrodi, Schultz 1960 - cá dĩa nâu
  - Symphysodon aequifasciatus aequifasciatus, Pellegrin 1904 - cá dĩa xanh lục
- Symphysodon tarzoo - cá dĩa bông xanh
- Symphysodon discus: cá dĩa đỏ hay cá đĩa Heckel